# Jacalteeks
Het Jacalteeks (ook Poptí genoemd) is een taal uit de Mayataalfamilie. Het wordt gesproken in het westen van Guatemala (ca. 88.800 mensen in 1998 volgens schattingen van het SIL) en in Chiapas (ca. 10.300 mensen). Het is een agglutinerende taal met een SVO-syntaxis en het kent de ergatief. De taal is verdeeld in een oostelijk en westelijk dialect, die vooral in gesproken vorm van elkaar verschillen.
Het Jacalteeks is samen met het Malagasy, een taal gesproken op Madagaskar, de enige taal met een n met umlaut.
Omdat de taal volkomen afwijkt van de Indo-Europese talen, omdat er nog relatief veel sprekers zijn en omdat de sprekers makkelijk bereikbaar zijn is de taal zeer goed bestudeerd door taaltypologen.
Achi · Acateeks · Aguacateeks · Chalchiteeks · Chuj · Garifuna · Ch'orti' · Itza · Ixil · Jacalteeks · K'iche' · Kaqchikel · Lacandón · Mam · Mopan · Poqomam · Poqomchi' · Q'anjob'al · Q'eqchi' · Sacapulteeks · Sipakapense · Tectiteeks · Tz'utujil · Uspanteeks · Xinka